# Pridiyathorn Devakula

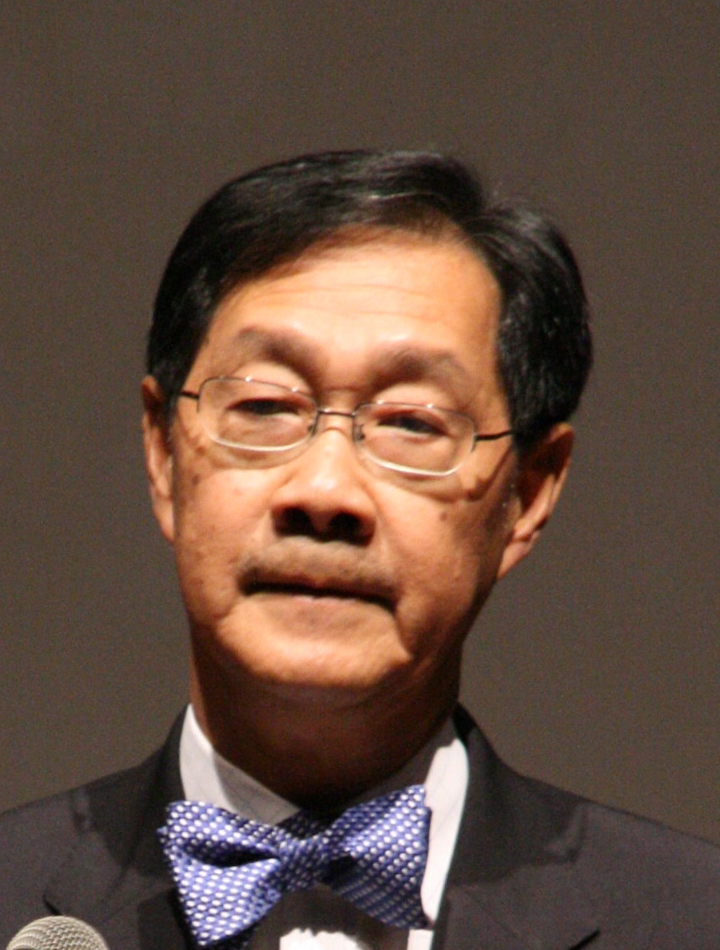
M.R. Pridiyathorn Devakula (2009)

Mom Rajawongse Pridiyathorn Devakula (thailändisch ม.ร.ว.ปรีดิยาธร เทวกุล, RTGS Mom Ratchawong Pridiyathon Thewakun; * 15. Juli 1947 in Bangkok) ist ein thailändischer Wirtschaftswissenschaftler, Manager und Politiker. Von 2001 bis 2006 war er der Präsident der thailändischen Zentralbank. Nach dem Putsch 2006 war er Finanzminister und stellvertretender Ministerpräsident in der vom Militär eingesetzten Übergangsregierung. Nach dem Putsch 2014 war er bis 2015 erneut stellvertretender Ministerpräsident mit Verantwortlichkeit für Wirtschaftspolitik im militärdominierten Kabinett von General Prayut Chan-o-cha.

## Familie und Ausbildung
Pridiyathon ist der jüngste Sohn des Diplomaten Prinz Prididebyabongs Devakula und dessen zweiter Frau Mom Taengthai. Sein Großvater war der langjährige Außenminister (1881–1923) Prinz Devawongse Varopakar, sein Urgroßvater König Rama IV. (Mongkut). Er besuchte zwölf Jahre lang die prestigeträchtige St.-Gabriel-Schule in Bangkok. Anschließend studierte er Wirtschaftswissenschaften an der Thammasat-Universität und schloss 1970 das Master-of-Business-Administration-Programm der Wharton Business School, University of Pennsylvania ab.
Pridiyathorn ist von Paulin Intasukij geschieden, mit der er zwei Söhne hat, darunter der Fernsehmoderator M.L. Nattakorn Devakula („Khun Pluem“). Er ist in zweiter Ehe mit Prapapan Devakula Na Ayudhya verheiratet, mit der er eine Tochter hat. In thailändischen Medien wird Pridiyathorn oft mit seinem Spitznamen „Mom Oui“ (หม่อมอุ๋ย) bezeichnet.

## Karriere
Von 1971 bis 1990 war er im Management der Kasikorn Bank tätig, an der seine Familie einen maßgeblichen Anteil hielt. Dann ging er vorübergehend in die Politik, fungierte als Regierungssprecher unter Chatichai Choonhavan und von 1991 bis 1992 als stellvertretender Handelsminister in den Kabinetten von Anand Panyarachun und Suchinda Kraprayoon. Von 1992 bis 1993 war er ernanntes Mitglied des Senats. Dann übernahm er den Vorstandsposten bei der staatseigenen Export-Import Bank of Thailand.

### Zentralbankpräsident
Im Mai 2001 wurde er auf ausdrücklichen Wunsch des Ministerpräsidenten Thaksin Shinawatra zum Präsidenten der Bank von Thailand, der thailändischen Notenbank, ernannt. Er kritisierte Thaksin aber bald öffentlich für dessen Ausgabenpolitik, die er für zunehmende Inflation verantwortlich machte. In den Jahren 2004 und 2005 trug er einen offenen Konflikt mit der Regierung über die Kreditvergabepraxis der mehrheitlich in Staatseigentum stehenden Krung Thai Bank (KTB) aus. Pridiyathorn machte den Präsidenten der Bank Viroj Nualkhair, einen persönlichen Vertrauten des damaligen Finanzministers Somkid Jatusripitak, und weitere Vorstandsmitglieder dafür verantwortlich, dass sie in erheblichem Maße „Problemkredite“ gewährt hatte und dadurch in Schwierigkeiten gekommen war. Er versuchte eine Verlängerung der Amtszeit Virojs zu verhindern und zwang die KTB, ihre Reserven für Kreditausfälle zu erhöhen.

### Finanzminister und stellvertretender Ministerpräsident
Nach dem Putsch vom 19. September 2006 wurde er am 8. Oktober 2006 zum Finanzminister und stellvertretenden Ministerpräsidenten in der militärgestützten Übergangsregierung von Surayud Chulanont ernannt. Im Dezember 2006 geriet er in die Kritik, nachdem die Regierung ein Gesetz zur Regulierung von Auslandsgeschäften und die unter seiner Aufsicht stehende Bank von Thailand Devisenverkehrsbeschränkungen eingeführt hatte. Die Kurse an der Bangkoker Börse SET reagierten sehr negativ auf diese Maßnahmen. Er relativierte die Beschränkungen daraufhin gleich wieder. Ende Februar 2007 erklärte Pridiyathorn plötzlich seinen Rücktritt aus der Regierung. Zuvor hatte er seinen Unmut darüber geäußert, dass der „Gelbhemden“-Führer Sondhi Limthongkul eine Sendung auf dem regierungseigenen Kanal 11 eingeräumt bekommen hatte und Somkid Jatusripitak, der Finanzminister unter Thaksin gewesen war, zum Sonderbotschafter für die Verbreitung der König Bhumibol Adulyadej zugeschriebenen Theorie der „selbstgenügsamen Wirtschaft“ ernannt worden war.
In einem Meinungsbeitrag in der englischsprachigen Tageszeitung The Nation im Januar 2009 erklärte er seine Sehnsucht nach den „einflussreichen Persönlichkeiten“, die Thailand in den „guten alten Zeiten“ geführt hatten, darunter der diktatorische Ministerpräsident Sarit Thanarat. Von 2010 bis 2014 war er Vorsitzender des Board of Directors von The Post Publishing, die die englischsprachige Tageszeitung Bangkok Post herausgibt. Pridiyathorn kritisierte die ab 2011 amtierende Regierung von Thaksins Schwester Yingluck Shinawatra deutlich, insbesondere ihre Politik der garantierten Mindestpreise für Reis. Die Kosten dieses Programms schätzte er im November 2013 auf 425 Milliarden Baht. Im Februar 2014, während der politischen Krise in Thailand, wandte er sich in einem offenen Brief an die Ministerpräsidentin, in dem er ihre Wirtschaftspolitik als gescheitert beurteilte und sie zum Rücktritt aufforderte. Stattdessen wünschte er sich die Ernennung einer „neutralen“, ungewählten Regierung.
Nach einem erneuten Militärputsch am 22. Mai 2014 wurde Pridiyathorn in das „Beratungsgremium“ der Junta, die sich „Nationaler Rat für Frieden und Ordnung“ nennt, berufen, in dem er für Wirtschaftsfragen zuständig war. Am 30. August wurde er erneut zum stellvertretenden Ministerpräsidenten ernannt, diesmal unter General Prayut Chan-o-cha. Er war für die Koordinierung der wirtschaftlichen Angelegenheiten verantwortlich. Als Regierungsmitglied musste Pridiyathorn im Oktober 2014 seine Vermögenswerte offenlegen, er gab sie mit 1,38 Milliarden Baht an. Damit war er das reichste Mitglied des Kabinetts. Am 19. August 2015 schied er aus der Regierung aus.
Pridiyathorn hat Ehrendoktortitel von der Chulalongkorn-Universität, der Universität Maha Sarakham und der privaten Sripatum-Universität. Er wurde mit der Sonderstufe des Weißen Elefantenordens, der Sonderstufe des Ordens der Krone von Thailand und dem Orden von Chula Chom Klao dritter Klasse (obere Hälfte) ausgezeichnet.